# John Gray (Diplomat)
Sir John Walton David Gray, KBE, CMG (* 1. Oktober 1936 in Burry Port, Carmarthenshire, Wales; † 1. September 2003) war ein britischer Diplomat, der unter anderem zwischen 1985 und 1988 Botschafter im Libanon sowie zuletzt von 1992 bis 1996 Botschafter in Belgien war.

## Leben
John Walton David Gray, Sohn von Myrddin Gray and Elsie Irene Jones, absolvierte nach dem Besuch der Blundell's School zwischen 1954 und 1956 seinen Militärdienst (National Service). Danach begann er ein Studium am Christ’s College der University of Cambridge und schloss dieses mit einem Master of Arts (M.A.) ab. Nach Studienaufenthalten am Middle Eastern Centre der University of Oxford sowie der American University in Cairo (AUC) trat er 1962 in den diplomatischen Dienst (HM Foreign Service) und fand danach zahlreiche Verwendungen im Ausland sowie im Außenministerium beziehungsweise dem Ministerium für Auswärtige und Commonwealth-Angelegenheiten (Foreign and Commonwealth Office). Nachdem er von 1962 bis 1964 das Middle East Centre for Arab Studies (MECAS) in Beirut absolviert hatte, war er von 1964 bis 1967 an der Vertretung in Bahrein sowie zwischen 1967 und 1970 im Außenministerium tätig.
Daraufhin fand Gray zwischen 1970 und 1974 Verwendung an der diplomatischen Vertretung in Genf sowie von 1974 und 1978 an der Botschaft in der Volksrepublik Bulgarien. Im Anschluss wechselte er 1978 an die Botschaft in Saudi-Arabien in Dschidda und war dort zunächst Botschaftsrat für Handelsangelegenheiten sowie im Anschluss von 1980 bis 1982 Botschaftsrat und Kanzler. Danach übernahm er im Ministerium für Auswärtige und Commonwealth-Angelegenheiten zwischen 1982 und 1985 den Posten als Leiter des Referats Seefahrt, Luftfahrt und Umwelt (Head of Maritime, Aviation and Environment Department, Foreign and Commonwealth Office).
1985 löste John Gray David Miers als Botschafter im Libanon ab und verblieb auf diesem Posten bis 1988, woraufhin Allan Ramsay seine dortige Nachfolge antrat. 1986 wurde er für seine Verdienste 1983 Companion des Order of St Michael and St George (CMG). 1988 übernahm er den Posten als Ständiger Vertreter bei der OECD im Range eines Botschafters und bekleidete diesen Posten bis 1992. Zuletzt wurde er 1992 als Nachfolger von Robert O’Neill Botschafter in Belgien und hatte diese Funktion bis zu seinem Eintritt in den Ruhestand 1996 inne, woraufhin David Colvin seine Nachfolge antrat. 1995 wurde er zum Knight Commander des Order of the British Empire (KBE) geschlagen und führte seither den Namenszusatz „Sir“.
Nach seinem Eintritt in den Ruhestand war Sir John Gray Vorsitzender der Arbeitsgruppe Informationspolitik der OECD sowie Berichterstatter der Studiengruppe des OECD-Zentrums für Zusammenarbeit mit der europäischen Wirtschaft im Übergang. Er wurde 1997 Vorsitzender des Finanzbeirates von Spadel UK sowie 1998 Vorsitzender des Finanzbeirates von Deffrainc Ltd. Aus seiner 1957 geschlossenen Ehe mit Anthoula Yerasimou gingen ein Sohn und zwei Töchter hervor.